# Éloi-Noël Béraud
Pour les articles homonymes, voir Béraud et Bouvard.
 (décembre 2024).
Éloi-Noël Béraud, né le 26 décembre 1875 à Saint-Étienne et mort le 9 février 1957 à Écouen, est un peintre français qui a signé ses œuvres de nombreux noms dont les plus connus sont Antoine Bouvard et Marc-Aldine.

## Biographie
Il naît le 26 décembre 1875 à Saint-Étienne. L'état civil déclare et inscrit « Éloi-Noël Isidore Béraud né de parents inconnus ». En 1885, l'assistance publique l'envoie en famille d'accueil à Toul où il restera jusqu'au 10 février 1894. De retour à Saint-Étienne, il suit les cours des Beaux Arts où il copie avec virtuosité les maîtres anciens.
Le 4 août 1900, il épouse Marie Lucie David au Puy-en-Velay, son fils Georges-Noël naît le 25 décembre 1912.

## Carrière
Dès 1900, son style s'affirme, il peint de belles toiles aux accents barbizonniens ainsi que de nombreuses scènes typiques de l'Art nouveau qu'il signe N. Béraud ou quelquefois Pelletier. À cette époque, il utilise fréquemment l'aquarelle et la gouache, techniques qu'il abandonnera à la fin des années 1920.
Il s'installe à Paris en janvier 1901 au 45 de la rue Boulard. L'année suivante, il illustre toute une série de cartes postales pour le commerce britannique. Le succès de ces cartes dure jusqu'à la fin des années 1910 et contribue grandement à sa notoriété outre-Manche.
Entre 1914 et 1918, la Grande Guerre fait rage, et pendant ces tristes années, Éloi-Noël n'en demeure pas moins artiste. Il ramène de ces heures sombres de nombreux croquis, dessins, aquarelles qui témoignent encore et toujours d'un talent affirmé mais surtout éclectique.
Après la guerre, il revient à Paris. Dès 1919, il retrouve du travail en réalisant des maquettes et des affiches publicitaires pour les Galeries Lafayette. En 1924, il s'installe dans une grande maison, place Le Vacher à Écouen (Val-d'Oise), il y aménage son atelier. Cet homme au tempérament calme, qui s'exprime posément, travaille d'arrache-pied : à l'atelier dès 7 heures du matin, jusqu'à 20 heures. C'est d'ailleurs à cette époque qu'il devient un gros fumeur ! En avril 1925, il accepte un nouveau contrat avec un éditeur de publications enfantines. Il peint des cartons représentants des enfants, des animaux… qu'il signe Luda ou Béraud.
1930 est une année capitale, qui va marquer à tout jamais le destin pictural du peintre… En avril, il part à la découverte de Venise. L'effet est instantané, la beauté du site le subjugue, il est conquis et décide de se consacrer désormais à ne plus peindre que Venise.
En mai, il rencontre au motif Rubens Santoro (1859-1942). À cette époque, l'italien est au faîte de sa gloire ; il va faire découvrir à Éloi la lumière particulière de la Cité des Doges, les scintillements et les reflets si impressionnistes de l'eau s'écoulant entre les canaux, toutes les variations de brun, d'ocre, de blanc ou de marron qui forment les tons des façades des maisons vénitiennes.
Pendant près de deux mois, les hommes ne se quittent plus. Éloi a trouvé son maître et sa voie. À son retour de Venise, Éloi passe par Nice présenter ses peintures à peine sèches à Morscio, galeriste d'origine italienne. Ce dernier, enthousiasmé, signe immédiatement un contrat.
Alors qu'Éloi Béraud connaissait déjà un franc succès avec ses travaux précédents qu'il signe Béraud, Pelletier ou encore Luda, Morscio eut l'idée d'un pseudonyme plus commercial et à la consonance italienne, Marc Aldine. Cette signature deviendra un des deux surnoms qu'il apposera désormais sur toutes ses toiles jusqu'à la fin de sa carrière.
Son deuxième surnom apparaitra à la fin des années 1930, à la demande de la galerie anglaise Whitgift Galleries qui, pour distinguer ses commandes par rapport à celles de Morscio, décide qu'il signera Bouvard, nom bien français qui plaît au marché britannique.
Dès le début de sa collaboration avec Morscio et la Withgift Galleries, et jusqu'à la fin de sa carrière, Éloi-Noël ne peindra plus que des vues de Venise signées Marc Aldine ou Bouvard. Entre 1930 et 1957, il peindra presque 600 toiles.
Parallèlement à sa propre carrière, Éloi forme son fils Georges à partir de 1932. Il lui prodigue ses conseils et lui révèle ses astuces et techniques. En 1941, à la naissance de la fille de Georges, Éloi et lui travaillent ensemble, avec dans l'esprit du maître que Georges lui succède.
Il meurt le 9 février 1957 à l'âge de 81 ans dans la maison familiale.